# パンクラチオン世界選手権
パンクラチオン世界選手権（UWW Pankration World Championship）は、世界レスリング連合（UWW）が主催するパンクラチオンの国際大会。パンクラチオンのサブミッション、トラディショナル、フルの三種目が実施されている。

## 歴史
2010年、FILAが第3回グラップリング世界選手権と同日に第1回パンクラチオン世界選手権を初開催した。
2014年、FILAの再編でギグラップリング、総合格闘技、フォークレスリングなどが認定競技から除外され、ノーギグラップリングはパンクラチオンに統合されパンクラチオン自体もルールが大幅に改正された。10月にハンガリーでシニアの世界選手権、11月にロシアでジュニア以下の世界選手権が行われた。

## 実施種目
パンクラチオンから打撃を除いたパンクラチオン・サブミッションと従来のパンクラチオンでは禁止されていた頭部への打撃を解禁したパンクラチオン・フルという種目が追加された。服は古代ギリシャの民族衣装を模した道着が廃止され、総合格闘技などで着用されているラッシュガードやスパッツに変更された。
- パンクラチオン・サブミッション

レスリングにサブミッションを加えたルール。
- パンクラチオン・トラディショナル

レスリングにサブミッションと打撃を加えたルール。頭部への打撃は禁止。
- パンクラチオン・フル

レスリングにサブミッションと打撃を加えたルール。フルコンタクト。

## 勝敗
ノックアウト、ギブアップ、レフェリーストップ、ポイント判定、棄権など。

## 反則
後頭部へのパンチ、肘打ち、グラウンド状態での頭部への膝蹴り、サッカーボールキック、踏みつけ、ローブロー、頭突き、サミング、フィッシュフックなど。2度目までは減点1、3度の反則で失格となる。

## 階級
従来のパンクラチオン、レスリング、グラップリングの階級とは異なり新たに制定された。

### 男子
| 階級     | 重量区分  |
| -------- | --------- |
| 無差別級 | 100kg以上 |
| 100kg級  | 100kg以下 |
| 92kg級   | 92kg以下  |
| 84kg級   | 84kg以下  |
| 77kg級   | 77kg以下  |
| 71kg級   | 71kg以下  |
| 66kg級   | 66kg以下  |
| 62kg級   | 62kg以下  |

### 女子
| 階級     | 重量区分 |
| -------- | -------- |
| 無差別級 | 71kg以上 |
| 71kg級   | 71kg以下 |
| 64kg級   | 64kg以下 |
| 58kg級   | 58kg以下 |
| 53kg級   | 53kg以下 |

## 開催履歴
| 回 | 大会名                       | 開催年月日                | 開催地                           |
| -- | ---------------------------- | ------------------------- | -------------------------------- |
| 7  | UWWパンクラチオン世界選手権  | 2016年9月29日 - 10月2日   | トビリシ                         |
| 6  | UWWパンクラチオン世界選手権  | 2015年10月16日 - 10月18日 | アンタルヤ県アンタルヤ           |
| 5  | UWWパンクラチオン世界選手権  | 2014年10月24日 - 10月26日 | バーチ・キシュクン県ケチケメート |
| 4  | FILAパンクラチオン世界選手権 | 2013年6月12日 - 6月15日   | オンタリオ州ロンドン             |
| 3  | FILAパンクラチオン世界選手権 | 2012年11月15日 - 11月18日 | モスクワ州ラメンスコエ           |
| 2  | FILAパンクラチオン世界選手権 | 2011年9月29日 - 10月1日   | ベオグラード                     |
| 1  | FILAパンクラチオン世界選手権 | 2010年3月27日 - 3月28日   | マウォポルスカ県クラクフ         |

## 主な入賞者
- アンドレイ・コレシュコフ
- マルチン・ヘルド